# 장위치
장위치(중국어 간체자: 张雨绮, 정체자: 張雨綺, 병음: Zhāng Yǔqǐ, 1987년 8월 8일 ~ ) 또는 키티 장(Kitty Zhang)은 중국의 배우이다.

## 영화
- 상하이의 밤
- CJ7 - 장강7호
- 신검전설
- 디어리스트
- 미인어
- 요묘전: 레전드 오브 더 데몬 캣

## 텔레비전 시리즈
- 환성 : 신들의 전쟁

## 수상
- 제20회 베이징 대학생 영화제
- 제12회 아시안 필름 어워즈